# Бенджамин, Шелтон
Ше́лтон Джеймс Бе́нджамин (англ. Shelton James Benjamin, род. 9 июля 1975, Оринджберг, Южная Каролина) — американский рестлер. Наиболее известен по выступлениям в WWE с 2000 по 2010 год и с 2017 по 2023 год. В настоящее время он выступает в All Elite Wrestling (AEW).
Он также известен по работе в New Japan Pro-Wrestling (NJPW) и Pro Wrestling Noah, где выступал под именем Шелтон Экс Бенджамин, а также в американском промоушене Ring of Honor (ROH) под своим настоящим именем. В рамках World Wrestling Council (WWC) он один раз выиграл универсальное чемпионство в тяжелом весе. До того как стать рестлером, он занимался двумя видами спорта в колледже. Бенджамин выиграл чемпионат NJCAA как по легкой атлетике, так и по борьбе. После учёбы в колледже он получил высшее образование в Университете Миннесоты.
Бенджамин начал свою карьеру в рестлинге на территории развития WWE Ohio Valley Wrestling (OVW), где он четыре раза становился командным чемпионом OVW (три раза с Броком Леснаром и один раз с Редд Доггом). Затем WWE перевела его в основной ростер в 2002 году, где он образовал альянс с Куртом Энглом и Чарли Хаасом, известный как «Команда Энгла» (а позже «Величайшая команда мира» с Чарли Хаасом). За время работы в компании он трижды выигрывал интерконтинентальное чемпионство, один раз — титул чемпиона Соединенных Штатов, трижды — командное чемпионство WWE (Raw) (дважды с Чарли Хаасом, один раз с Седриком Александром) и трижды — чемпионство 24/7.

## Карьера в борьбе
Бенджамин родился и вырос в Оринджберге, Южная Каролина. Он начал заниматься борьбой на втором курсе средней школы Оринджберг-Уилкинсон. За свою школьную карьеру Бенджамин одержал 122 побед и 10 поражений и стал двукратным чемпионом штата Южная Каролина по борьбе в тяжелом весе (1993—1994). Затем Бенджамин учился в колледже Lassen Community College в Сузанвилле, Калифорния, и стал чемпионом Национальной атлетической ассоциации младших колледжей (NJCAA) по легкой атлетике в беге на 100 метров, а также чемпионом NJCAA по борьбе среди колледжей.
Бенджамин недолго учился в Университете штата Северная Каролина на полную футбольную стипендию в 1995 году.
Затем он перевелся в Университет Миннесоты на стипендию для занятий борьбой на младших и старших курсах колледжа, где его общий рекорд побед и поражений составил 36-6. После окончания университета он работал помощником тренера по борьбе в своей альма-матер и тренировался с будущим партнером по команде в Ohio Valley Wrestling (OVW) Броком Леснаром. Бенджамин думал о том, чтобы попытаться пройти отбор на летние Олимпийские игры 2000 года, но вместо этого решил продолжить карьеру рестлера.

## Личная жизнь
Бенджамин является поклонником видеоигр. Он выиграл турнир WWE THQ Superstar Challenge, турнир по видеоиграм, который проводился каждый год во время уикенда WrestleMania, четыре года подряд, прежде чем уйти с мероприятия в 2007 году. В апреле 2020 года, во время общенационального карантина в связи с пандемией COVID-19, Бенджамин в шутку попросил родителей через Твиттер не пускать своих детей в онлайн-игры, поскольку более молодые игроки побьют его рекорды.
С 2002 года Бенджамин поддерживает тесную дружбу с Чарли Хаасом, который часто называет его своим «братом». Он был шафером на свадьбе Хааса и Джеки Гэйды, а также крестным отцом старшей дочери Хааса. Бенджамин также близко дружит с Броком Леснаром: он познакомился с ним в университете Миннесоты и жил с ним в одной комнате. Однажды он позволил Леснару остановиться в своем подвале, когда у Леснара не было денег. Бенджамин также является крестным отцом дочери Леснара.
На подкасте Лилиан Гарсия Бенджамин рассказал, что у него есть две дочери.
Бенджамин говорил, что у него головокружение, которое может затруднить его выступление на ринге.

## Титулы и достижения

### Легкая атлетика
- National Junior College Athletic Association
  - Чемпион по бегу на 100 метров среди юниоров

### Борьба
- National Junior College Athletic Association
  - Чемпион по борьбе среди юниоров
- National Collegiate Athletic Association
  - All-American (1997, 1998)[9]

### Рестлинг
- Millennium Wrestling Federation
  - Чемпион MWF в тяжёлом весе (1 раз)[10]
- Ohio Valley Wrestling
  - Южный командный чемпион OVW (4 раза) — с Броком Леснаром (3) и Реддом Доггом (1)[11]
  - Пригласительный турнир команд Дэнни Дэвиса (2015) — с Чарли Хаасом[12]
- Pro Wrestling Illustrated
  - Команда года (2003) с Чарли Хаасом[13]
  - № 9 в топ 500 рестлеров в рейтинге PWI 500 в 2005[14]
- Ring of Honor
  - Командный чемпион мира ROH (2 раза) — с Чарли Хаасом[15]
- World Wrestling Council
  - Универсальный чемпион в тяжелом весе WWC (1 раз)[16]
- Wrestling Observer Newsletter
  - Самый недооцененный (2005—2007)[17]
- World Wrestling Entertainment/WWE
  - Чемпион 24/7 WWE (3 раза)[18]
  - Чемпион Соединённых Штатов WWE (1 раз)[19][20]
  - Интерконтинентальный чемпион WWE (3 раза)[21][22][23]
  - Командный чемпион WWE (Raw) (3 раза) — с Чарли Хаасом (2) и Седриком Александром (1)[24][25]
  - Slammy Award (1 раз)
    - Трэш-токер года (2020) как The Hurt Business, вместе с Лэйси Эванс[26]